# Církvice (Kolín)
Církvice é uma comuna checa localizada na região da Boêmia Central, distrito de Kolín.